# Пиппалада
Пиппалада (санскр. पिप्पलाद) — мудрец и философ индуистской традиции.
Он наиболее известен тем, что ему приписывают авторство «Прашна Упанишады», которая входит в число одиннадцати «Мукхья-упанишад».
Считается, что он основал школу индуизма Пиппалада, в которой преподавалась четвёртая из Вед — Атхарваведа.
В некоторых Пуранах он считается воплощением бога Шивы.
Пиппалада — сын мудреца Дадхичи и его жены Суваркас. После смерти Дадхичи, когда Суваркас собирался подняться на погребальный костёр, она услышала небесный голос, который сообщил ей, что она беременна. Суваркас извлекла плод из своей утробы с помощью камня и поместила его возле баньянового дерева.
Пиппалада был тем самым ребёнком, который родился у неё и вырос, чтобы стать великим мудрецом. Его поддерживало питьё амриты, предложенное ему деревом пиппала, подаренным Чандрой.
Есть иная версия появления на свет Пиппалады. Яджнавалкья был известным отшельником, который жил в своём монастыре вместе со своей сестрой Камсари, йогини, строго соблюдавшей целомудрие и совершавшей суровые аскезы. Однажды ночью у Яджнавалкьи случилась ночная поллюция, когда ему приснилась апсара. На рассвете он выбросил пропитанное семенем полотенце из своей хижины, в которой спал, Камсари случайно использовала это полотенце, чтобы подмыться после ванны во время овуляции. В результате она забеременела и из-за стыда скрывала своё состояние. Родив сына, она отвела ребёнка в лес и оставила его под деревом пиппала (отсюда имя героя — «Пиппалада»), умоляя бога Вишну присмотреть за ним. Пока она причитала под деревом, небесный голос объяснил обстоятельства её беременности и будущее ребёнка. Когда Яджнавалкья и две его жены обнаружили её, потерявшую сознание под деревом, и разбудили, она пожелала себе умереть от стыда.
Её кремировали, а Пиппалада поддерживал себя, пробуя сок дерева пиппала, в честь которого он был назван. Мудрец Нарада нашёл ребёнка и объяснил, что он был воплощением дэвы Брихаспати, обязанностью которого было проповедовать Атхарваведу.
Пиппалада училсяся у дэвы Шани и просил его предложить определённые ритуальные практики для защиты человечества от его (Шани) пагубного присутствия. Наконец Нарада вернул восьмилетнего Пиппаладу отцу и посоветовал ему предложить сыну священный шнур брахмана, что тот и сделал.